# 桑原文子
桑原 文子（くわはら あやこ、1945年4月11日 - ）は、英米演劇研究者、東洋大学名誉教授、俳人。俳人としての名は坂本宮尾。
大連生れ。旧姓・坂本。1968年東京女子大学英文科卒、1971年東京都立大学大学院修士課程修了、ロンドン大学、ケンブリッジ大学で英米演劇を学ぶ。東洋大学教養部助教授、教授。2012年退職、名誉教授。
1966年東京女子大学白塔会で山口青邨の指導を受け俳句を始める。76年夏草新人賞。80年夏草同人。仕事や家庭の事情から作句を中断。90年「夏草」再入会。「天為」、「藍生」創刊とともに参加。93年藍生賞。2004年『杉田久女』で俳人協会評論賞。2015年桂信子賞受賞。

## 著書
（記名のないものは坂本宮尾名義）
- 『アメリカは楽しかった 息子たちの異文化体験』サイマル出版会 1994
- 『天動説 句集』花神社 藍生文庫 1995
- 『この世は舞台』蝸牛社 俳句・俳景 1997
- 『はじめてのABC辞典 名詞500語』桑原文子 蝸牛新社 2001
- 『杉田久女』富士見書房 2003　
  - 『杉田久女 美と格調の俳人』角川選書 2008
- 『木馬の螺子 坂本宮尾句集』角川書店 2005
- 『マザー・テレサ」と会談
- 『近松門左衛門は生きている』を出版2078

### 共編著
- 『チェコ語=日本語辞典』小林正成,桑原文子共編 京都産業大学出版会・丸善 1995
- 『うたう渦まき 四行連詩』木島始共著 蝸牛社 1999
- 『現代チェコ語日本語辞典』小林正成,桑原文子編 大学書林 2001
- 『杉田久女全句集』坂本宮尾編 角川ソフィア文庫 2023

### 翻訳
- オーガスト・ウィルソン『フェンス』桑原文子訳 而立書房 1997
- オーガスト・ウィルソン『ピアノ・レッスン』桑原文子訳 而立書房 2000
- オーガスト・ウィルソン『ジョー・ターナーが来て行ってしまった』桑原文子訳 而立書房 2014

## 論文
- <桑原文子